# Yans
Yans (tytuł oryginału: Hans) – belgijska seria komiksowa z gatunku science fiction, ukazująca się w latach 1983–2000, stworzona przez scenarzystę André-Paula Duchâteau i polskich rysowników: Grzegorza Rosińskiego (tomy 1–6) i Zbigniewa Kasprzaka (tomy 6–12), pracującego pod pseudonimem „Kas”.

## Fabuła
Seria opowiada o losach agenta specjalnego Yansa, uwikłanego w walkę o władzę w totalitarnym mieście, jedynym, jakie pozostało na Ziemi po wojnie nuklearnej. Yans zakochuje się w Orchidei, jednej z wyjętych spod prawa ludzi, mieszkających na spustoszonych terenach wokół miasta. Orchidea rodzi ich córkę, Mahonię. Z czasem Yans przejmuje rządy w mieście, jednak wciąż pojawiają się na jego drodze ludzie pragnący powrotu do dawnych porządków.

## Zmiana tytułu w polskiej wersji
W oryginalnej, francuskojęzycznej wersji seria zatytułowana jest Hans. W Polsce zmieniono tytuł, gdyż w latach 80. XX w., kiedy komiks ukazał się po raz pierwszy po polsku, niemieckie imię Hans kojarzyło się ze stereotypami związanymi z Niemcami, zwłaszcza z II wojną światową. Mimo że seria doczekała się w Polsce kilku wznowień, nowy polski wydawca, Egmont Polska, nie powrócił do oryginalnej nazwy serii.

## Wydania
Wydawcą oryginału Yansa było belgijskie wydawnictwo Le Lombard. Przed publikacją pierwszego tomu, w 1980 roku, w belgijskim czasopiśmie „Tintin” ukazała się komiksowa nowela o Yansie i Orchidei pt. Wieża rozpaczy (La Tour du désespoir), która stanowiła pierwsze podejście autorów do realizacji wieloczęściowego cyklu (po polsku ten krótki komiks ukazał się pierwotnie w 1994 roku w czasopiśmie „Super Boom!”). Kolejne tomy serii także ukazywały się najpierw w odcinkach na łamach „Tintin”, a później w pojedynczych albumach. Mimo sukcesów pierwszych tomów Yansa na rynku franko-belgijskim, gwałtowny spadek zainteresowania w latach 90. zmusił Le Lombard do zawieszenia cyklu w 2000 roku, choć przygotowywany był 13. album serii, zatytułowany Amazonki.
W Polsce Yans ukazał się po raz pierwszy w gazecie „Świat Młodych” (numery od 91 do 104) w roku 1984 pod tytułem Jan – przybysz znikąd. Komiks w tym wydaniu został pocięty, a brakujące plansze zastąpiono streszczeniem. Później w latach 1988–1990 pięć pierwszych tomów ukazało się w magazynach „Komiks – Fantastyka” i „Komiks”, zaś tom 6 w latach 1998–1999 w odcinkach w czasopiśmie „Świat Komiksu”. W latach 2001–2004 wydawnictwo Egmont Polska opublikowało całą serię w pojedynczych albumach (tłumacząc poprawnie tytuł tomu 1 – Ostatnia wyspa), zaś w latach 2014–2015 wznowiło ją (i ponownie w latach 2021–2022 w wydaniu w formacie powiększonym) w trzech tomach zbiorczych zawierających po cztery albumy i materiały dodatkowe, przedstawiające m.in. twórczość autorów serii, jej rozwój na przestrzeni lat, a także okoliczności jej zamknięcia.

## Tomy
| Tom | Tytuł i rok I wydania polskiego                   | Tytuł i rok wydania I wydania oryginalnego |
| --- | ------------------------------------------------- | ------------------------------------------ |
| 1   | Ostatnia wyspa (1988 jako Przybysz z przyszłości) | La Dernière Île (1983)                     |
| 2   | Więzień wieczności (1988)                         | Le Prisonnier de l’éternité (1985)         |
| 3   | Mutanci z Xanai (1988)                            | Les Mutants de Xanaïa (1986)               |
| 4   | Gladiatorzy (1989)                                | Les Gladiateurs (1988)                     |
| 5   | Prawo Ardelii (1990)                              | La Loi d’Ardélia (1990)                    |
| 6   | Planeta czarów (1998–1999)                        | La Planète aux sortilèges (1992)           |
| 7   | Dzieci nieskończoności (2001)                     | Les Enfants de l’infini (1994)             |
| 8   | Oblicze potwora (2001)                            | Le Visage du monstre (1996)                |
| 9   | Księżna Ultis (2001)                              | La Princesse d’Ultis (1997)                |
| 10  | Tęczowa plaga (2002)                              | Le Péril arc-en-ciel (1998)                |
| 11  | Tajemnica czasu (2002)                            | Le Secret du temps (1999)                  |
| 12  | Kraina otchłani (2003)                            | Le Pays des abysses (2000)                 |

W roku 2000 wydawnictwo Le Lombard zawiesiło wydawanie kolejnych tomów cyklu Yans.